# Aventura

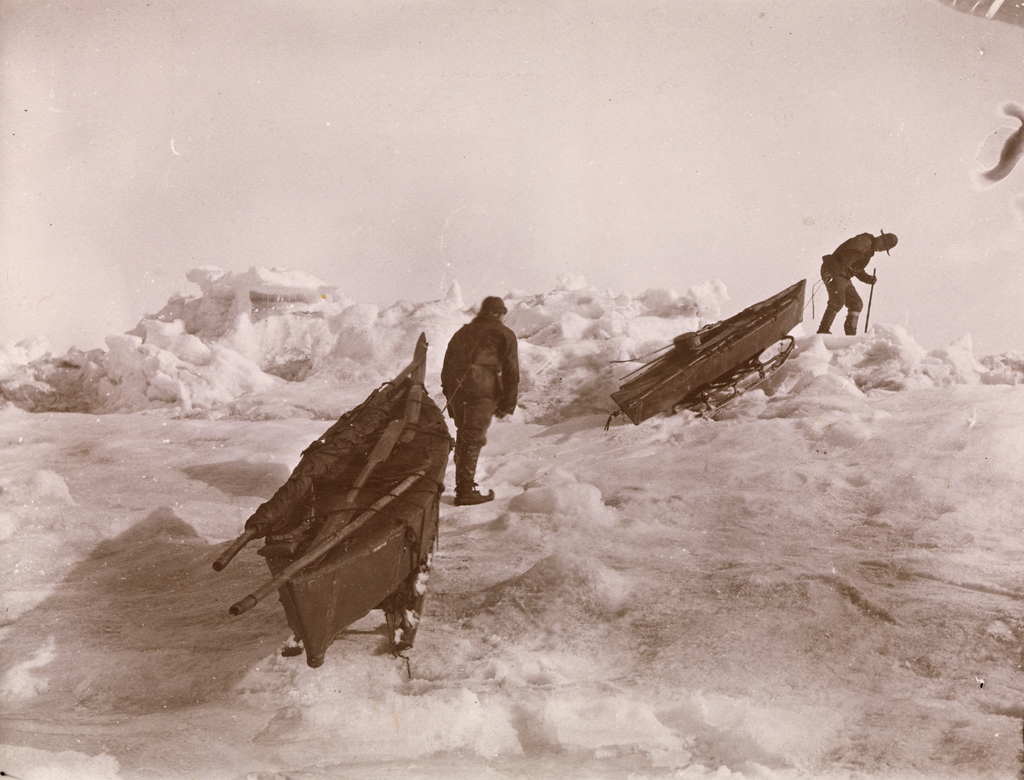
Fridtjof Nansen ganhou fama internacional depois de sua expedição ao Polo Norte que durou de 1893 a 1896

Aventura, do latim "ad venture", significa literalmente o que vem pela frente. Participar de uma atividade de aventura significa estar preparado para o que vier. A atividade de aventura, portanto não pode ser confundida com atividade radical, pelo simples fato de na Aventura se realizar todo o controle dos riscos existentes, enquanto na atividade radical os riscos não são controláveis. Por exemplo, realizar um rapel em uma cachoeira exige todo o aparato de segurança e o controle do riscos envolvidos, já realizar manobras em um skate não possibilita o mesmo controle (é radical).
Algumas definições do termo Aventura  nos mostram como sinônimo de atividade radical, como podemos ver em "aventura é uma atividade arriscada, perigosa e a realização de experiências arriscadas. O termo é popularmente usado em referência às atividades físicas que possuem algum potencial de risco, como exploração, paraquedismo, alpinismo e esportes radicais. Um aventureiro é uma pessoa que baseia a sua vida em atos arriscados".

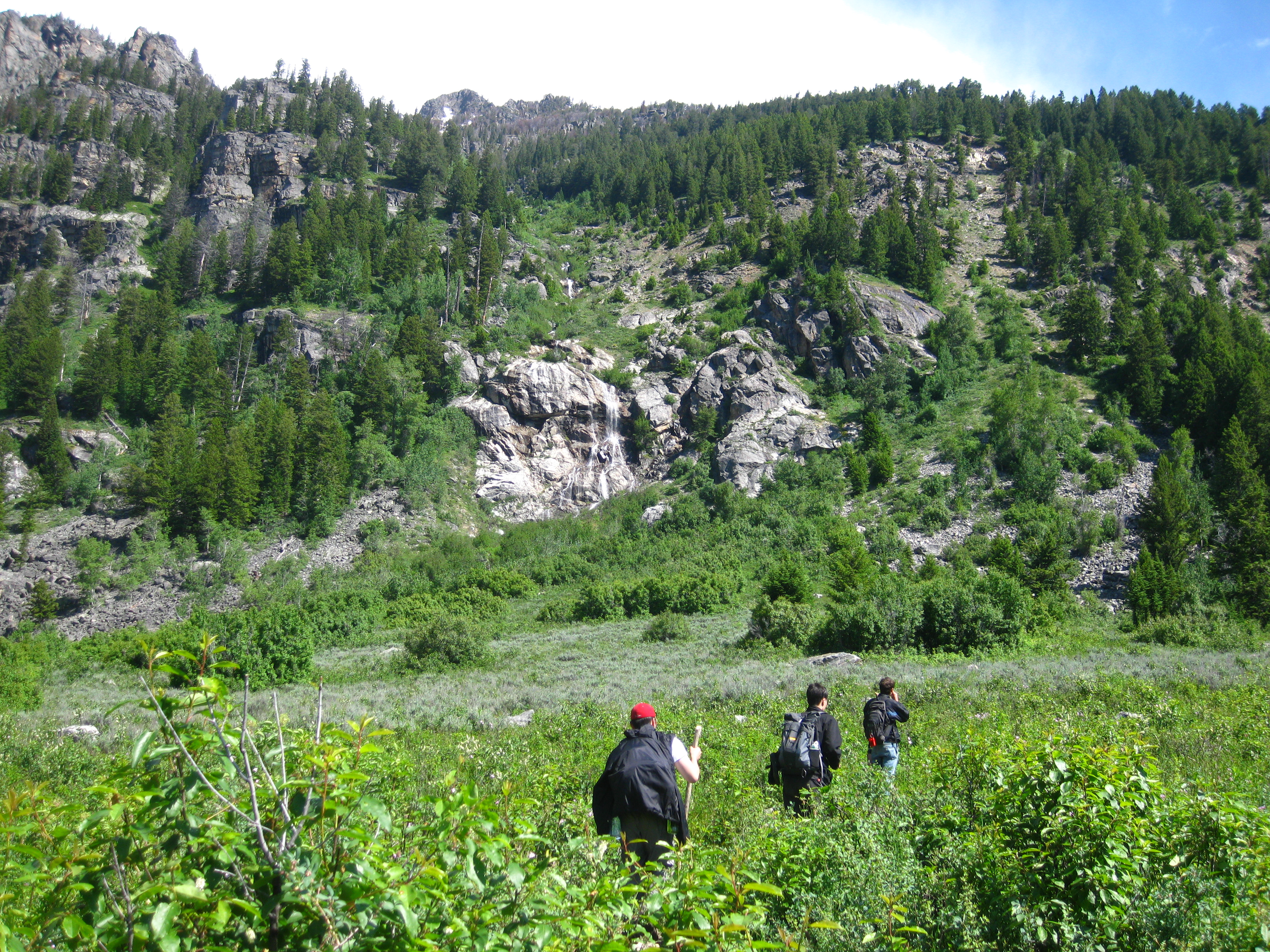
Foto de exploradores

Experiências aventurescas podem criar uma estimulação psicológica e fisiológica, o que pode ser interpretado como negativo (por exemplo, medo) ou positiva (por exemplo, coragem), como o do estímulo em favor da performance, lei de Yerkes-Dodson. Para algumas pessoas, uma grande aventura é a busca de si mesmo. São normalmente realizadas para fins de lazer ou de excitação, tais como explorar um espaço, corridas de aventura ou turismo de aventura. No entanto, uma aventura pode gerar  ganhos de conhecimento, como no caso dos inúmeros pioneiros que exploraram a Terra e, nos últimos tempos, viajou para o espaço e para a Lua. Como um exemplo mais moderno, a  aventura proporciona mudanças que podem ensinar.

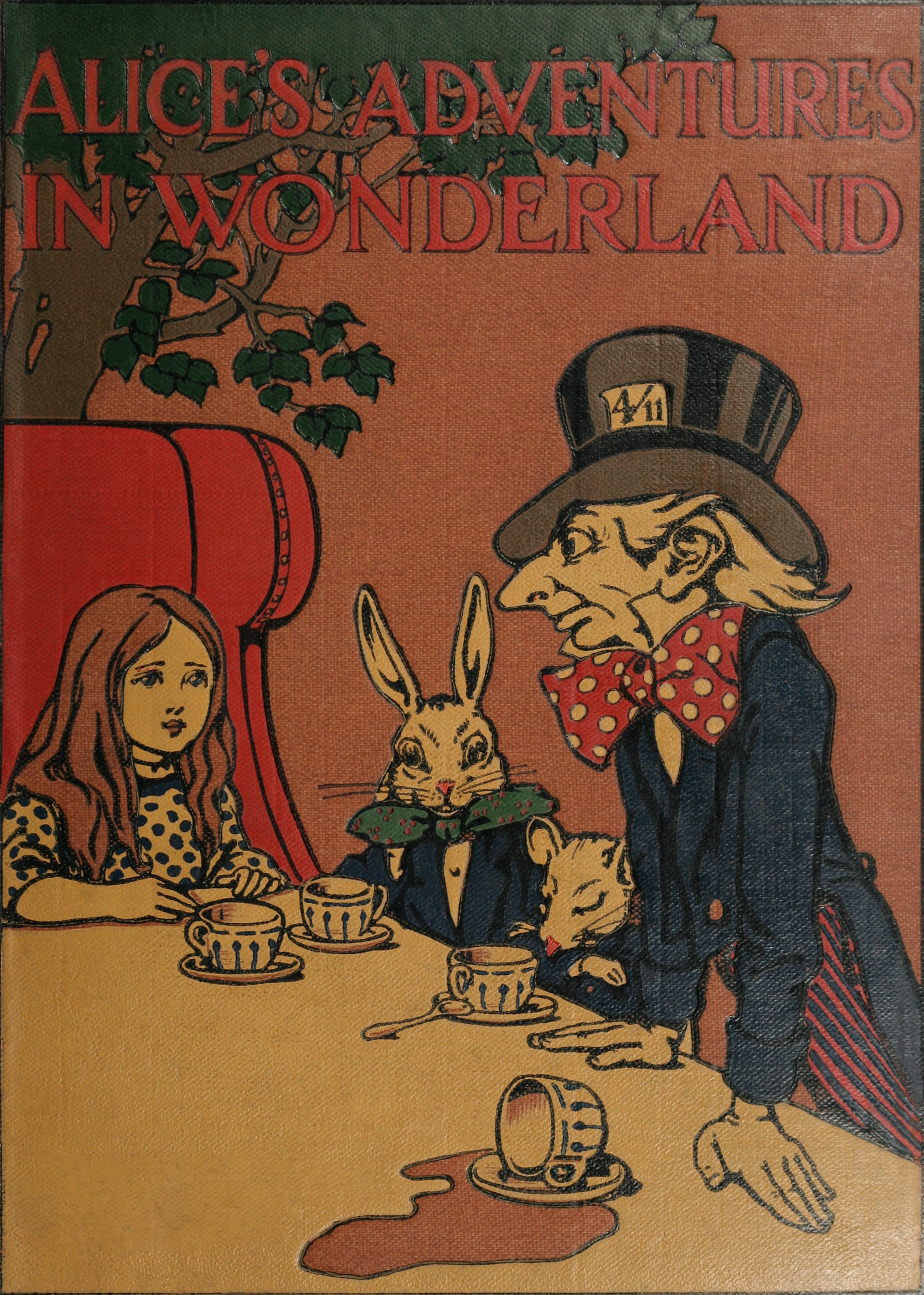
Alice no País das Maravilhas é um exemplo de aventura fantasiosa

No contexto de uma narrativa, o gênero aventura é tipicamente aplicado às obras em que o protagonista, ou outros grandes personagens são constantemente colocados em situações perigosas. Filmes como os de aventura, Documentários e Séries são gêneros proeminentes com situações de aventura, embora essa sensação tenha diminuído com o surgimento de jogos de ação modernos. 
Aventura é comumente relacionada ao ato de explorar. Algo como um local selvagem, urbano, inóspito ou povoado. 

## Aventura na mitologia
Uma das histórias de aventura mais conhecidas é a Odisseia de Homero. O mitologista Joseph Campbell discute a ideia de aventura mitologia em seu livro The Hero with a Thousand Faces. Campbell propõe que histórias heroicas mitológicas passam de cultura para cultura seguindo um padrão, começando pelo "chamado para a aventura", seguido por uma jornada perigosa e um eventual triunfo. Um exemplo famoso de uma aventura fantasiosa é o livro Alice no País das Maravilhas de Lewis Carroll, que conta a história da garota Alice que vai em uma aventura no País das Maravilhas em busca do coelho de relógio.
Livros do gênero aventura normalmente colocam o protagonista/herói em situações perigosas, que envolvem grandes jornadas, batalhas com inimigos ou monstros e um triunfo final, onde o protagonista consegue o que procurava.